# 危険な英雄
『危険な英雄』（きけんなえいゆう）は、1957年に東宝が製作した日本映画。モノクロ、スタンダード、石原慎太郎主演、石原が誘拐事件を取材する新聞記者に扮した。石原の三作目の主演作で、最後の主演映画となった。

## 概要
監督を務めた鈴木英夫が製作部に映画化を希望したところ、主演に石原慎太郎を起用することを交換条件に映画化を承諾された。
鈴木は決して石原を使いたかった訳ではなかったとし、俳優として石原慎太郎はどうであったか問われ、「そりゃダメですよ。ただただ下手。約10秒のカットを撮影するにも、感情が途中で切れてしまう。」と答えた。石原は後に、「もっといい演技が出来たはずだが、裕次郎の真似をしたので出来なかった。」と冗談半分に当時を振り返った。

## 配役
- 石原慎太郎 : 冬木明
- 司葉子 : 三原葉子
- 小沢栄太郎 : 田島社会部長
- 志村喬 : 小野塚捜査主任
- 仲代達矢 : 今村記者
- 三船敏郎 : 川田選手
- 伊藤久哉 : 江崎刑事
- 宮口精二 : 犯人笹井
- 多々良純 : 友成次長
- 清水一郎 : 捜査第一課長
- 中北千枝子 : バー「リンダ」のママ
- 佐田豊 : 記者岩田
- 白石奈緒美 : ?
- 岸輝子 : 三原雅子
- 三津田健 : 三原準之助
- 山本廉 : 記者
- 桜井巨郎 : 三好刑事
- 生方壮児 : タバコ屋の主人
- 平奈淳司 : 三原健司
- 堤康久 : 岩田
- 西条悦朗 : 高山刑事
- 沢村いき雄 : 運転手真田
- 土屋詩朗 : 新聞配達所の主人
- 安芸津広 : ?
- 帯一郎 : ?
- 堤眞佐子 : きぬ

## スタッフ
- 監督 : 鈴木英夫
- 脚本 : 須川栄三
- 脚色 : 長谷川公之
- 製作 : 金子正且
- 撮影 : 中井朝一
- 編集 : 岩下廣一
- 音楽 : 芥川也寸志
- 助監督 : 丸輝夫